# Bandera de Garrigàs
La bandera oficial de Garrigàs (Alt Empordà) té la següent descripció:
Bandera apaïsada, de proporcions dos d'alt per tres de llarg, de color verd fosc, amb una branca de garric groga amb una fulla a cada costat que apunten cap a la vora superior, i tres glans, la central que apunta cap a la meitat de la vora superior i les altres que apunten cap als angles inferiors; tot el conjunt, d'alçària 2/3 de la del drap i amplària 11/27 de la llargària del mateix drap, al centre.
Va ser aprovada en el Ple de l'Ajuntament del 7 de febrer de 2002, i publicada en el DOGC el 8 de maig del mateix any amb el número 3631.